# 金鐘獎戲劇節目獎得獎列表
金鐘獎戲劇節目獎是由文化部影視及流行音樂產業局在臺灣舉辦的現行頒發獎項，「1981年」首屆金鐘獎設戲劇節目獎後，自「2000年」第35屆起，戲劇節目獎分細戲劇/迷你劇分設戲劇節目獎及其它迷你劇獎至今。

## 歷屆得獎暨入圍名單
|  | 獲獎者 |

### 大眾娛樂性節目（第7屆~第14屆）
| 年度 （屆數）   | 電視作品                    |
| --------------- | --------------------------- |
| 1971 （第7屆）  | 《春雷》／中視              |
| 1972 （第8屆）  | 《長白山上》／中視          |
| 1973 （第9屆）  | 《萬古流芳》／中視          |
| 1974 （第10屆） | 臺視劇場–《吾愛吾師》／台視 |
| 1975 （第11屆） | 《一代暴君》／中視          |
| 1976 （第12屆） | 《大地風雲》／中視          |
| 1977 （第13屆） | 《滿庭芳》／台視            |
| 1978 （第14屆） | 《梅園春暉》／華視          |

### 戲劇節目（第16屆）
| 年度 （屆數）   | 電視作品                                |
| --------------- | --------------------------------------- |
| 1981 （第16屆） | 台視劇場－《久違了老哥》／台灣電視公司  |
| 1981 （第16屆） | 《名劇精選-天，不在天上》／中國電視公司 |

### 戲劇節目連續劇（第17屆～第24屆）
| 年度 （屆數）   | 電視作品                                           |
| --------------- | -------------------------------------------------- |
| 1982 （第17屆） | 《春望》／中華電視公司                             |
| 1982 （第17屆） | 《大漢天威》／中國電視事業股份有限公司             |
| 1982 （第17屆） | 《諜海風雲》／中華電視台                           |
| 1983 （第18屆） | 《巴黎機場》／台灣電視事業股份有限公司             |
| 1983 （第18屆） | 《海角天涯》／台灣電視事業股份有限公司             |
| 1983 （第18屆） | 《天涯赤子情》／中國電視事業股份有限公司           |
| 1984 （第19屆） | 《星星知我心》／台灣電視事業股份有限公司           |
| 1984 （第19屆） | 《少年十五二十時》／中國電視事業股份有限公司       |
| 1984 （第19屆） | 《煙雨江南》／中華電視台                           |
| 1985 （第20屆） | 《挑夫》／中國電視事業股份有限公司                 |
| 1985 （第20屆） | 《河山春曉》／中華電視台                           |
| 1985 （第20屆） | 《星星的故鄉》／臺灣電視公司                       |
| 1986 （第21屆） | 《雲的故鄉》／中華電視公司                         |
| 1986 （第21屆） | 《一剪梅》／中國電視公司                           |
| 1986 （第21屆） | 《藍與黑》／中華電視台                             |
| 1987 （第22屆） | 創作劇場－《揚子江風雲》／中國電視事業股份有限公司 |
| 1987 （第22屆） | 《幾度夕陽紅》／中華電視台                         |
| 1987 （第22屆） | 《福祿壽喜》／臺灣電視公司                         |
| 1988 （第23屆） | 《爸爸原諒我》／中國電視事業股份有限公司           |
| 1988 （第23屆） | 《西施》／中華電視台                               |
| 1988 （第23屆） | 《庭院深深》／中華電視台                           |
| 1989 （第24屆） | 《京華煙雲》／中華電視公司                         |
| 1989 （第24屆） | 《八月桂花香》／臺灣電視公司                       |
| 1989 （第24屆） | 《還君明珠》／臺灣電視公司                         |

### 最佳連續劇（第25屆）
| 年度 （屆數）   | 電視作品                                 |
| --------------- | ---------------------------------------- |
| 1990 （第25屆） | 《春去春又回》／台灣電視事業股份有限公司 |
| 1990 （第25屆） | 中視劇場－《我兒俊孝》／中國電視公司     |
| 1990 （第25屆） | 《追妻三人行》／中華電視公司             |

### 電視戲劇節目獎連續劇類（第26屆）
| 年度 （屆數）   | 電視作品                         |
| --------------- | -------------------------------- |
| 1991 （第26屆） | 《六個夢－啞妻》／中華電視公司   |
| 1991 （第26屆） | 《末代兒女情》／臺灣電視公司     |
| 1991 （第26屆） | 《刺客列傳－荊軻》／臺灣電視公司 |

### 戲劇節目連續劇（第27屆）
| 年度 （屆數）   | 電視作品                           |
| --------------- | ---------------------------------- |
| 1992 （第27屆） | 《京城四少》／中華電視公司         |
| 1992 （第27屆） | 《雪珂》／中國電視公司             |
| 1992 （第27屆） | 《戲說乾隆：掃黑記》／中國電視公司 |

### 戲劇節目連續劇類（第28屆、第30屆）
| 年度 （屆數）   | 電視作品                     |
| --------------- | ---------------------------- |
| 1993 （第28屆） | 《書劍恩仇錄》／中華電視公司 |
| 1993 （第28屆） | 《再世情緣》／中國電視公司   |
| 1993 （第28屆） | 《意難忘》／中華電視公司     |
| 1995 （第30屆） | 《兄弟有緣》／中華電視公司   |
| 1995 （第30屆） | 《地久天長》／廣電基金       |
| 1995 （第30屆） | 《戲說慈禧》／中國電視公司   |

### 戲劇節目連續劇獎（第32屆～第38屆）
| 年度 （屆數）   | 電視作品                                                    |
| --------------- | ----------------------------------------------------------- |
| 1997 （第32屆） | 《勸世媳婦》／中華電視公司                                  |
| 1997 （第32屆） | 《今生今世》／臺灣電視公司                                  |
| 1997 （第32屆） | 《花落花開》／臺灣電視公司                                  |
| 1997 （第32屆） | 《第一世家》／中華電視公司                                  |
| 1997 （第32屆） | 《臺灣演義》／臺灣電視公司                                  |
| 1999 （第34屆） | 《春天後母心》／民間全民電視股份有限公司                    |
| 1999 （第34屆） | 《天公疼好人》／中國電視事業股份有限公司                    |
| 1999 （第34屆） | 《紅樓夢》／中華電視股份有限公司                            |
| 1999 （第34屆） | 《儂本多情》／民間全民電視股份有限公司                      |
| 1999 （第34屆） | 《鹽田兒女》／財團法人公共電視文化事業基金會                |
| 2000 （第35屆） | 《曾經》／財團法人公共電視文化事業基金會                    |
| 2000 （第35屆） | 大愛劇場－《失落的名字》／大愛衛星電視股份有限公司          |
| 2000 （第35屆） | 《汪洋中的一條船》／財團法人公共電視文化事業基金會          |
| 2000 （第35屆） | 《笑傲江湖》／中國電視事業股份有限公司                      |
| 2000 （第35屆） | 《親戚不計較》／民間全民電視股份有限公司                    |
| 2001 （第36屆） | 《臥虎藏龍》／中國電視事業股份有限公司                      |
| 2001 （第36屆） | 大愛劇場－《天地有情》／大愛衛星電視股份有限公司            |
| 2001 （第36屆） | 《大醫院小醫師》／財團法人公共電視文化事業基金會            |
| 2001 （第36屆） | 《北港香爐》／東森華榮傳播事業股份有限公司                  |
| 2001 （第36屆） | 《流氓教授》／台灣電視事業股份有限公司                      |
| 2002 （第37屆） | 大愛劇場－《BI YA SU NA別來無恙》／大愛衛星電視股份有限公司 |
| 2002 （第37屆） | 《十八歲的約定》／八大電視股份有限公司                      |
| 2002 （第37屆） | 《貞女、烈女、豪放女》／中國電視事業股份有限公司            |
| 2002 （第37屆） | 《後山日先照》／財團法人公共電視文化事業基金會              |
| 2002 （第37屆） | 《寒夜》／財團法人公共電視文化事業基金會                    |
| 2003 （第38屆） | 《孽子》／財團法人公共電視文化事業基金會                    |
| 2003 （第38屆） | 大愛劇場－《新芽》／大愛衛星電視股份有限公司                |
| 2003 （第38屆） | 大愛劇場－《錦貴》／大愛衛星電視股份有限公司                |
| 2003 （第38屆） | 《名揚四海》／台灣電視事業股份有限公司                      |
| 2003 （第38屆） | 《家》／禾豐傳播有限公司                                    |

### 戲劇節目獎（第39屆～至今）
| 年度 （屆數）   | 電視作品 |
| --------------- | --- |
| 2004 （第39屆） | 《赴宴》／財團法人公共電視文化事業基金會 |
| 2004 （第39屆） | 《2隻魚，游啊游上岸》／關羽整合行銷傳播有限公司 |
| 2004 （第39屆） | 《薔薇之戀》／台灣電視事業股份有限公司 |
| 2004 （第39屆） | 《寒夜續曲》／財團法人公共電視文化事業基金會 |
| 2004 （第39屆） | 《風中緋櫻》／財團法人公共電視文化事業基金會 |
| 2005 （第40屆） | 《浪淘沙》／民間全民電視股份有限公司 |
| 2005 （第40屆） | 《再見 忠貞二村》／財團法人公共電視文化事業基金會 |
| 2005 （第40屆） | 《求婚事務所》／紅豆製作股份有限公司 |
| 2005 （第40屆） | 《孤戀花》／止奔影像有限公司 |
| 2005 （第40屆） | 《家有菲菲》／年代網際事業股份有限公司 |
| 2006 （第41屆） | 《聖稜的星光》／中華電視股份有限公司 |
| 2006 （第41屆） | 大愛劇場－《草山春暉》／大愛衛星電視股份有限公司 |
| 2006 （第41屆） | 《失戀高跟鞋》／台灣電視事業股份有限公司 |
| 2006 （第41屆） | 《偵探物語》／吳念真企劃製作有限公司 |
| 2006 （第41屆） | 《愛殺17》／八大電視股份有限公司 |
| 2007 （第42屆） | 《危險心靈》／財團法人公共電視文化事業基金會 |
| 2007 （第42屆） | 大愛劇場－《美麗晨曦》／財團法人慈濟傳播人文志業基金會 |
| 2007 （第42屆） | 《出外人生》／財團法人公共電視文化事業基金會 |
| 2007 （第42屆） | 《白色巨塔》／中國電視事業股份有限公司 |
| 2007 （第42屆） | 《鐵樹花開》／財團法人慈濟傳播人文志業基金會 |
| 2008 （第43屆） | 《命中注定我愛你》／三立電視股份有限公司 |
| 2008 （第43屆） | 大愛劇場－《黃金線》／財團法人慈濟傳播人文志業基金會 |
| 2008 （第43屆） | 《我在墾丁*天氣晴》／財團法人公共電視文化事業基金會 |
| 2008 （第43屆） | 客家文學大戲－《菸田少年》／客家電視台 |
| 2008 （第43屆） | 《娘家》／民間全民電視股份有限公司 |
| 2009 （第44屆） | 《痞子英雄》／財團法人公共電視文化事業基金會 |
| 2009 （第44屆） | 《天平上的馬爾濟斯》／財團法人公共電視文化事業基金會 |
| 2009 （第44屆） | 《波麗士大人》／三立電視股份有限公司 |
| 2009 （第44屆） | 客家劇場－《女仨的婚事》／客家電視台 |
| 2009 （第44屆） | 《敗犬女王》／三立電視股份有限公司 |
| 2010 （第45屆） | 大愛劇場－《情義月光》／永續傳播有限公司 |
| 2010 （第45屆） | 《那年，雨不停國》／財團法人公共電視文化事業基金會 |
| 2010 （第45屆） | 客家劇場－《牽紙鷂的手》／客家電視台 |
| 2010 （第45屆） | 《海派甜心》／可米富亞傳播事業有限公司 |
| 2010 （第45屆） | 《搖滾保母》／財團法人公共電視文化事業基金會 |
| 2011 （第46屆） | 客家劇場－《雲頂天很藍》／客家電視台 |
| 2011 （第46屆） | 《犀利人妻》／三立電視股份有限公司 |
| 2011 （第46屆） | 《就是要香戀》／中國電視事業股份有限公司 |
| 2011 （第46屆） | 《瑰寶1949》／財團法人公共電視文化事業基金會 |
| 2011 （第46屆） | 《醉後決定愛上你》／三立電視股份有限公司 |
| 2012 （第47屆） | 《我可能不會愛你》／八大電視股份有限公司 |
| 2012 （第47屆） | 《小孩大人》／財團法人公共電視文化事業基金會 |
| 2012 （第47屆） | 大愛劇場—《生命花園》／財團法人慈濟傳播人文志業基金會 |
| 2012 （第47屆） | 客家劇場—《阿戇妹》／客家電視台 |
| 2012 （第47屆） | 《愛。回來》／三立電視股份有限公司 |
| 2013 （第48屆） | 《含苞欲墜的每一天》／財團法人公共電視文化事業基金會 |
| 2013 （第48屆） | 《回家》／中華電視股份有限公司 |
| 2013 （第48屆） | 《含笑食堂》／三立電視股份有限公司 |
| 2013 （第48屆） | 客家電視電影院—《死了一個國中生之後》／關關影業有限公司 |
| 2013 （第48屆） | 《罪美麗》／臺灣電視事業股份有限公司 |
| 2014 （第49屆） | 《刺蝟男孩》／財團法人公共電視文化事業基金會 |
| 2014 （第49屆） | 《沒有名字的甜點店》／磬石數位媒體有限公司、前景娛樂有限公司 |
| 2014 （第49屆） | 《我的自由年代》／三立電視股份有限公司 |
| 2014 （第49屆） | 《雨後驕陽》／臺灣電視事業股份有限公司 |
| 2014 （第49屆） | 客家劇場—《在河左岸》／客家電視台 |
| 2015 （第50屆） | 《16個夏天》／聯意製作股份有限公司 |
| 2015 （第50屆） | 《C.S.I.C鑑識英雄》／超人睿奇製作有限公司 |
| 2015 （第50屆） | 《妹妹》／八大電視股份有限公司、親愛的工作室有限公司 |
| 2015 （第50屆） | 客家劇場— 《出境事務所》／客家電視台 |
| 2015 （第50屆） | 客家劇場— 《新丁花開》／客家電視台 |
| 2016 （第51屆） | 《一把青》／財團法人公共電視文化事業基金會、台北創造電影有限公司 |
| 2016 （第51屆） | 《一代新兵 八極少年》／億富發國際文創股份有限公司 |
| 2016 （第51屆） | 《必娶女人》／東森電視事業股份有限公司、三鳳有限公司 |
| 2016 （第51屆） | 《落日》／客家電視台、大砌創媒有限公司 |
| 2016 （第51屆） | 《燦爛時光》／綠光全傳播有限公司 |
| 2017 （第52屆） | 《植劇場－天黑請閉眼》／臺灣電視事業股份有限公司、好風光創意執行股份有限公司 |
| 2017 （第52屆） | 《阿不拉的三個女人》／民間全民電視股份有限公司 |
| 2017 （第52屆） | 客家劇場－《明天一起去樂園》／客家電視台、巨宸製作有限公司 |
| 2017 （第52屆） | 《植劇場－戀愛沙塵暴》／臺灣電視事業股份有限公司、好風光創意執行股份有限公司 |
| 2017 （第52屆） | 《酸甜之味》／聯利媒體股份有限公司 |
| 2018 （第53屆） | 《植劇場－花甲男孩轉大人》／好風光創意執行股份有限公司、氧氣電影有限公司 |
| 2018 （第53屆） | 《城市情歌》／財團法人公共電視文化事業基金會 |
| 2018 （第53屆） | 客家劇場－《台北歌手》／客家電視台、內容物數位電影製作有限公司 |
| 2018 （第53屆） | 《麻醉風暴2》／財團法人公共電視文化事業基金會、瀚草影視文化事業有限公司 |
| 2018 （第53屆） | 《翻牆的記憶》／聯利媒體股份有限公司 |
| 2019 （第54屆） | 《我們與惡的距離》／財團法人公共電視文化事業基金會、大慕影藝國際事業有限公司 |
| 2019 （第54屆） | 《20之後》／財團法人公共電視文化事業基金會、八大電視股份有限公司 |
| 2019 （第54屆） | 客家劇場－《日據時代的十種生存法則》／客家電視台、內容物數位電影製作有限公司 |
| 2019 （第54屆） | 大愛劇場－《菜頭梗的滋味》／財團法人慈濟傳播人文志業基金會 |
| 2019 （第54屆） | 《雙城故事》／民間全民電視股份有限公司、財團法人公共電視文化事業基金會、青睞影視製作股份有限公司、凱擘影藝股份有限公司、台灣大哥大股份有限公司、華文創股份有限公司、晴天影像股份有限公司 |
| 2020 （第55屆） | 《想見你》／香港商福斯傳媒有限公司台灣分公司、三鳳有限公司 |
| 2020 （第55屆） | 《用九柑仔店》／三立電視股份有限公司、香港商福斯傳媒有限公司台灣分公司、華人創作股份有限公司、鹿路電影有限公司、內容物數位電影製作有限公司                                               |
| 2020 （第55屆） | 《誰是被害者》／良人行影業有限公司、瀚草影視文化事業股份有限公司、台灣大哥大股份有限公司                                                                                                 |
| 2020 （第55屆） | 《噬罪者》／財團法人公共電視文化事業基金會、興揚電影有限公司 |
| 2020 （第55屆） | 《鏡子森林》／民間全民電視股份有限公司、綠光全傳播有限公司 |
| 2021 （第56屆） | 《天橋上的魔術師》／財團法人公共電視文化事業基金會、原子映象有限公司、台灣大哥大股份有限公司                                                                                             |
| 2021 （第56屆） | 《我的婆婆怎麼那麼可愛》／財團法人公共電視文化事業基金會、群之噰傳播有限公司 |
| 2021 （第56屆） | 客家尋味劇場─《女孩上場》／客家電視台、魔幻時刻電影有限公司 |
| 2021 （第56屆） | 《黑喵知情》／酷斯本媒體製作股份有限公司 |
| 2021 （第56屆） | 《飄洋過海來愛你》／盛達影像製作有限公司 |
| 2022 （第57屆） | 《斯卡羅》／財團法人公共電視文化事業基金會、台北創造電影有限公司 |
| 2022 （第57屆） | 《俗女養成記2》／中華電視股份有限公司、影響原創影視股份有限公司、百戲電影製作有限公司 |
| 2022 （第57屆） | 《茶金》／ 財團法人公共電視文化事業基金會、瀚草影視文化事業股份有限公司 |
| 2022 （第57屆） | 《逆局》／天予電影有限公司 |
| 2022 （第57屆） | 《華燈初上》／百聿數碼創意股份有限公司、天予電影有限公司 |
| 2023 （第58屆） | 《村裡來了個暴走女外科》／十三月股份有限公司 |
| 2023 （第58屆） | 《牛車來去》／財團法人公共電視文化事業基金會、禾豐傳播有限公司、中華電信股份有限公司 |
| 2023 （第58屆） | 《台灣犯罪故事》／犢影製作電影有限公司、台灣華特迪士尼股份有限公司 |
| 2023 （第58屆） | 《我願意》／絡思本娛樂製作有限公司 |
| 2023 （第58屆） | 《模仿犯》／瀚草文創事業股份有限公司 |
| 2024 （第59屆） | 《有生之年》／豐采文創有限公司、有影拍浪文化有限公司、聯利媒體股份有限公司、百聿數碼創意股份有限公司、時創影業股份有限公司                                                               |
| 2024 （第59屆） | 《不良執念清除師》／良人行影業有限公司、麥加芬電影製作有限公司 |
| 2024 （第59屆） | 《此時此刻》／百聿數碼創意股份有限公司、天予電影有限公司 |
| 2024 （第59屆） | 《美食無間》／麟翱股份有限公司 |
| 2024 （第59屆） | 《華麗計程車行》／ 中華電視股份有限公司、巧克科技新媒體股份有限公司 |
| 2025 （第60屆） | |
|                 | |
|                 | |
|                 | |
|                 | |

## 外部連結
- 廣播電視金鐘獎官方網站 （页面存档备份，存于）
- 歷屆電視金鐘獎得獎入圍名單 （页面存档备份，存于），文化部影視及流行音樂產業局